# Maaradactylus
Maaradactylus é um gênero de pterossauro da família Anhangueridae do Cretáceo Inferior do Brasil. Há uma única espécie descrita para o gênero Maaradactylus kellneri. Seus restos fósseis foram encontrados na Formação Romualdo na cidade de Santana do Cariri no estado do Ceará e foram datados do Aptiano/Albiano. O holótipo de M. kellneri está depositado na coleção do Museu de Paleontologia da Universidade Regional do Cariri, localizado na cidade Santana do Cariri.